# نادي الفروسية (بغداد)
نادي الفروسية ببغداد هو نادي مختص بسباقات الخيل و هو أقدم نادي للفروسية في العراق يعود تاريخ تأسيسه إلى عام 1922م. يضم النادي مضمار لسباق الخيل ذو مواصفات دولية. بلغ عدد الخيول الأصيلة التي كانت إسطبلات النادي تضمها حوالي 6000 حصان قبل حرب العراق عام 2003 لكن الإسطبلات تعرضت لعمليات نهب و سرقة واسعة بسبب الفلتان الأمني الذي أعقب احتلال العراق فلم يبقى في النادي عام 2007م سوى حوالي ألف حصان. يذكر ان النادي قد تم غلقه عام 1958م ثم أعيد افتتاحه عام 1978م، و قد كان مقره يقع في منطقة المنصور غرب بغداد إلى أن تم نقله إلى العامرية. يعدّ النادي مكان التقاء لمحبي الخيول و المراهنين على حد سواء.